# 恋風五十三次
『恋風五十三次』（こいかぜごじゅうさんつぎ）は、1952年（昭和27年）製作・公開、伊丹万作脚本、中川信夫監督による日本の長篇劇映画である。シナリオ完成時の原題は『東海道膝栗毛』（とうかいどうひざくりげ）、伊丹の没後に初めて映画化された作品である。

## 略歴・概要
本作のシナリオは、依田義賢の原作を得て伊丹万作（1900年 - 1946年）が脚色したものであり、伊丹の最後の監督作『巨人傳』（製作東宝映画東京撮影所、1938年）の完成以降、結核によって絶対安静の病床にあった伊丹が、生前「最後にものした脚本」とされる。シナリオ『東海道膝栗毛』は、1945年（昭和20年）に伊丹が取り組んだものであり、「病状の一進一退と呼吸を合わせるようにして執筆された」という。もともとは大映が同年7月に撮影すべく企画したものであった。
伊丹は、1946年（昭和21年）9月21日に亡くなっており、本作のシナリオ『東海道膝栗毛』は生前に実現することはなく、没後6年を経て初めて映画化、公開されることとなった。伊丹の生前実現しなかった作品にはほかに、『手をつなぐ子等』（監督稲垣浩、1948年）、『俺は用心棒』（シナリオ原題『昔を今に』、監督同、1950年）、『不惜身命』（原作山本有三、1942年執筆、未映画化）、『木綿太平記』（原作恩田木工、1943年執筆、同）がある。本作は、伊丹の没後に映画化された作品としては『手をつなぐ子等』『俺は用心棒』に次ぐ3作目であり、脚本専念後に映画化された作品としては生前の『無法松の一生』（監督稲垣浩、1943年）を含めて4作目である。
本作の製作は、本作公開の前月に「山田プロダクション」として東映京都撮影所と提携し、花柳小菊主演、佐伯清監督の『お洒落狂女』の製作・音楽を務めた、作曲家の山田栄一がひきつづき音楽ともども務めている。佐伯清は、かつて伊丹が脚色・監督した『渡鳥木曾土産』（1934年）に原作を採用され、伊丹の次作『武道大鑑』（1934年）から遺作の『巨人傳』までの10本の助監督を務めた人物である。企画にクレジットされたプロデューサーの西原孝は、日活京都撮影所の助監督出身で、伊丹の旧制中学校時代の先輩である伊藤大輔に師事し、伊藤の監督作『御誂次郎吉格子』（1931年）のチーフ助監督を務めたのちの1934年（昭和9年）に映画監督としてデビューしており、伊丹が新興キネマに在籍した1935年（昭和10年）の時期には、おなじ京都撮影所で監督を務めていた人物である。新興キネマ京都撮影所は、当時そして現在の東映京都撮影所である。本作の監督を務めた中川信夫は、かつて青年期に伊丹を敬愛するあまり、伊丹邸の玄関から「伊丹万作」の表札を剥がし、盗んだ人物である。
本作は、1802年（享和2年） - 1814年（文化11年）に発表された十返舎一九の滑稽本『東海道中膝栗毛』に想を得たもので、主人公の弥次郎兵衛・喜多八をそれぞれ河津清三郎・伊藤雄之助が演じ、江戸を出て伊勢神宮をめざす東海道をたどる道中を描く、明朗なロードムービーである。舞台となるのは、神奈川宿（現在の神奈川県横浜市神奈川区神奈川本町）、大磯宿（現在の同県中郡大磯町）、小田原宿（現在の同県小田原市）等である。河津・伊藤は、前月公開、前述の山田プロ作品『お洒落狂女』からひきつづきの出演である。本作で「駕籠の客」として登場する上方噺家の二代目桂春團治は、高村将嗣（高村正次）の宝プロダクション製作、加藤泰監督により本作の翌月に東映が配給・公開した『清水港は鬼より怖い』で清水次郎長を演じているが、翌1953年（昭和28年）2月25日に死去しており、本作は最晩年の出演作である。父を捜す巡礼娘つやを演じた本作のヒロイン、若山セツ子は公開当時満22歳であり、伊丹の亡くなった1946年に東宝ニューフェース第1期生として三船敏郎、久我美子らと東宝に満17歳で入社した人物であり、当時も東映専属女優ではなかった。
2013年（平成25年）1月現在、東京国立近代美術館フィルムセンターは、本作の上映用プリントを所蔵していない。ビデオグラムについてはかつて発売された形跡がなく、東映チャンネルは、本作を放映した形跡がない。『映画監督中川信夫』刊行時（1987年1月）に、当時の池袋文芸座地下で行われた特集上映で、個人蔵のプリントで上映されたのち35年以上公開された形跡はなく、事実上、観ることがほとんど不可能にちかい作品である。本作の脚本については、1961年（昭和36年）11月15日に発行された『伊丹万作全集 第3巻』（筑摩書房）には収録されていない。

## スタッフ・作品データ
- 製作 : 山田栄一
- 企画 : 西原孝
- 監督 : 中川信夫
- 脚本 : 伊丹万作
- 原作 : 依田義賢
- 撮影 : 川崎新太郎
- 音楽 : 山田栄一
- 美術 : 吉村晟

- 製作 : 東映京都撮影所
- 上映時間（巻数 / メートル） : 82分（8巻 / 2,253メートル）
- フォーマット : 白黒映画 - スタンダードサイズ（1.37:1） - 24fps - モノラル録音
- 映倫番号 : 686
- 公開日 :  日本 1952年5月8日
- 配給 :  東映

## キャスト
- 河津清三郎 - 弥次郎兵衛
- 伊藤雄之助 - 喜多八
- 若山セツ子 - 巡礼娘つや
- 横山エンタツ - 五郎兵衛
- 藤原釜足 - 大磯の宿の亭主
- 金沢ヨシヒロ - 巡礼弟長松
- 水野浩 - 檜垣重兵衛
- 左卜全 - 源次
- 上山草人 - 小田原本陣の老主人
- 桂春團治 - 駕籠の客
- 柳家金語楼 - 胡麻の蝿

## ストーリー
19世紀初頭の江戸。町人の弥次郎兵衛（河津清三郎）と喜多八（伊藤雄之助）は、東海道の旅に出る。東海道五十三次の3番目の宿場、神奈川宿（現在の神奈川県横浜市神奈川区神奈川本町）を過ぎたあたりの松並木で、弥次郎兵衛が馬から転倒、転がった地点がたまたま通りかかった大名行列の駕篭の前であった。通常ならば大罪として厳罰処理するところを、その大名（桂春團治）は弥次郎兵衛の滑稽な行動と性格を気に入り、自らの宿泊先で気軽く大盤振る舞いでもてなした。さらには、道中の滑稽なありさまを逐一報告せよとのことで、弥次喜多に家臣の檜垣重兵衛（水野浩）を随伴させることにしたのであった。
弥次喜多と檜垣の三人組は、道中で番頭風の男（柳家金語楼）と知り合い、同じ宿に宿泊するが、男は実は東海道中に頻繁に出没するといういわゆる「胡麻の蝿」（護摩の灰）、つまりはスリであり、弥次喜多はすっかり無一文にされてしまう。盗難をまぬかれたものの二人を気の毒に感じた檜垣は、弥次喜多にカネを用立てようと申し出るが、二人はこれを断って、そのまま旅を続行する。
道中、巡礼姉弟（若山セツ子・金沢ヨシヒロ）に出逢う。姉弟は「五郎兵衛」という名のみを手がかりに父親探しをしており、その可憐さに打たれた弥次喜多はこれに協力することにした。「五郎兵衛」なる人物（横山エンタツ）はいたことはいたが、これはまったくの人違いであった。しばしの落胆の後に、憎い「胡麻の蝿」を発見、弥次喜多たちは苦心の末にこれを捕らえる。話を聴いてみると驚くべきかなこの男が、可憐な姉弟の探し求める実の父親であったのだ。子どもたちのためにもふたたび悪事を働くなと諭す弥次喜多。例の大名はこれを眺めて、「よい眺めだ」と目を細める。